# Vicente Ehate Tomi
Vicente Ehate Tomi (* 1968 in Malabo) ist ein äquatorialguineischer Politiker (PDGE). Vom 21. Mai 2012 bis zum 23. Juni 2016 war er Premierminister von Äquatorialguinea in Nachfolge von Ignacio Milam Tang. Er hatte in früheren Regierungen von Äquatorialguinea das Amt des Verkehrs- und Technologieministers inne, ebenso das des Ministers für Post und Telekommunikation. Zuletzt war er Generalsekretär des Präsidenten und für die Koordination der administrativen Verwaltung verantwortlich.